# 宋若宪
宋若宪（8世纪？—835年），唐朝贝州清阳（今河北省清河县东）人，宋氏五姐妹之四。父亲宋庭芬，世为儒学。
宋庭芬有才华，生五女，分别取名为宋若莘、宋若昭、宋若伦、宋若宪、宋若荀，都很聪明。宋庭芬教给她们学习经史和诗赋。没成年时，五个女儿均能书写文章。宋若莘、宋若昭的文章尤其清丽淡雅，不追时尚。她们对父母表示，这辈子不嫁人，愿以学问使父母扬名。
贞元四年（788年），昭义节度使李抱真表荐宋氏五姐妹。唐德宗将她们召入宫内，加试诗赋，并考问经史大义，深为赞叹。唐德宗能作诗，每次与侍臣作诗唱和，都要宋氏姊妹出席，唐德宗钦佩她们卓尔不群的气节，不以宫女妾侍对待，称呼她们为学士、先生。她们的父亲宋庭芬因此而授官，饶州司马，习艺馆内，敕赐高级宅第，有俸料。
宝历初年（825年），宋若昭去世后，唐敬宗又命宋若宪代管宫籍。宋若宪排行第四，她不但善文章，有论议奏对的才能，因在唐敬宗后，又深受唐文宗的重视。太和年间，神策军中尉王守澄当政，委信郑注、李训，郑注、李训讨厌宰相李宗闵、李德裕，说李宗闵为吏部侍郎时，令沈𥫃驸马贿赂宋若宪，求为宰相。文宗大怒，贬李宗闵为潮州司户，驸马为柳州司马，幽禁若宪在宫外宅第，赐死。若伦、若荀早卒。